# Хусейн, Мухаммад Ахмад
Мухаммад Ахмад Хусейн (араб. محمد أحمد حسين‎) — палестинский богослов, Великий муфтий Иерусалима и Палестины. Назначен на должность Великого муфтия в июле 2006 года председателем Палестинской национальной администрации Махмудом Аббасом. Хусейн заменил на посту Великого муфтия Икриму Саида Сабри, который возможно был уволен из-за его растущей популярности и за открытое выражение своих политических взглядов.

## Проповедническая деятельность
До того как стать Великим муфтием Иерусалима, Хусейн был имамом мечети аль-Акса.

## Скандалы
В октябре 2006 года в одном из интервью Хусейн назвал законными террористические акты палестинцев против израильтян и сказал, что они играют важную роль в деле сопротивления Израилю.\
террористические акты палестинцев
9 января 2011 года на мероприятии, посвященном 47-й годовщине со дня основания организации ФАТХ, Хусейн процитировал следующий хадис пророка Мухаммада: «Судный час не наступит до тех пор, пока мусульмане не сразятся с иудеями. Мусульмане будут убивать их, так что иудеи будут прятаться позади камней или деревьев, а камни и деревья будут говорить: „О мусульманин! О раб Аллаха! За мной прячется иудей. Приди и убей его!“…».
Премьер-министр Израиля Биньямин Нетаньяху осудил слова муфтия и сравнил его действия с действиями бывшего муфтия Иерусалима Хадж Амина аль-Хусейни, который в 1930-х и 40-х год вступил в союз Адольфом Гитлером. Юридический советник правительства Израиля Йехуда Вайнштейн дал поручение полиции начать уголовное расследование по этому делу.
В мае 2013 года израильская полиция задержала и допросила Мухаммеда Хусейна по подозрению в причастности к «беспорядкам», происходившим 7 мая на Храмовой горе.

## Международная деятельность
В октябре 2012 года Мухаммад Ахмад Хусейн принял участие в очередном заседании Парламентской ассамблеи тюркоязычных стран, которое проходило в Стамбуле (Турция). В ходе пребывания в Стамбуле у муфтия Иерусалима состоялась неформальная встреча с депутатом Государственной Думы РФ Ризваном Курбановым.
В ходе V Ялтинского международного экономического форума в апреле 2019 года сделал заявление "Крым является передовым российским регионом, где наблюдается развитие мусульманской инфраструктуры. Находясь в России, в Крыму, мы видим, как мусульмане пользуются теми же правами и находятся в таких же условиях, как и представители других религий".